# Podenzana
Podenzana es una localidad italiana de la provincia de Massa-Carrara, región de Toscana, cuenta con 2.125 habitantes. Se ubica a unos 110 kilómetros al noroeste de Florencia y a unos 25 kilómetros al noroeste de Massa y tiene una superficie de 17.3 kilómetros cuadrados.

Ubicación de la ciudad de Podenzana dentro de la provincia de Massa-Carrara.

## Evolución demográfica
| Gráfica de evolución demográfica de Podenzana entre 1861 y 2001 |
|                                                                 |
| Fuente ISTAT - Elaboración gráfica por parte de Wikipedia       |